# اتفاقية ساعات العمل وفترات الراحة (النقل البري) 1979
اتفاقية ساعات العمل وفترات الراحة (النقل البري) 1979 هي اتفاقية منظمة العمل الدولية.

تأسست عام 1979 ، وجاء في الديباجة:
وبعد أن قرر اعتماد بعض المقترحات الخاصة بساعات العمل وفترات الراحة في النقل البري ...

## تعديل
الاتفاقية هي مراجعة لاتفاقية منظمة العمل الدولية C67، ساعات العمل وفترات الراحة (النقل البري)، 1939 (أهمل).

## تصديقات
اعتبارًا من عام 2013  تم التصديق على الاتفاقية من قبل تسع دول.
| البلد                       | التاريخ        |
| --------------------------- | -------------- |
| الإكوادور                   | 20 مايو 1988   |
| العراق                      | 17 أبريل 1985  |
| المكسيك                     | 10 فبراير 1982 |
| إسبانيا                     | 7 فبراير 1985  |
| سويسرا                      | 4 مايو 1981    |
| تركيا                       | 17 مارس 2005   |
| أوكرانيا                    | 9 يونيو 2008   |
| أوروغواي                    | 19 يونيو 1989  |
| جمهورية فنزويلا البوليفارية | 5 يوليو 1983   |

## وصلات خارجية
- النص
- التصديقات